# ساری‌تپه (شمکور)
ساری‌تپه (به لاتین: Sarıtəpə) یک منطقه مسکونی در جمهوری آذربایجان است که در شهرستان شمکور واقع شده است. ساری‌تپه ۱۹۳۹ نفر جمعیت دارد.